# Evolvulus brevifolius
Evolvulus brevifolius là một loài thực vật có hoa trong họ Bìm bìm. Loài này được (Meisn.) Ooststr. mô tả khoa học đầu tiên năm 1934.